# Churga
Churga (ros. Хурга) – wieś (ułus) w Rosji, w Buriacji, w rejonie okińskim. W 2010 liczyła 117 mieszkańców.